# M26 Modular Accessory Shotgun System
M26 Modular Accessory Shotgun System (M26 MASS, також XM26 LSS або XM26) — магазинна підствольна рушниця (дробовик), розроблена для установки на автомат M4 як підствольний модуль або як окрема рушниця (шляхом приєднання прикладу та пістолетної рукоятки).

## Опис

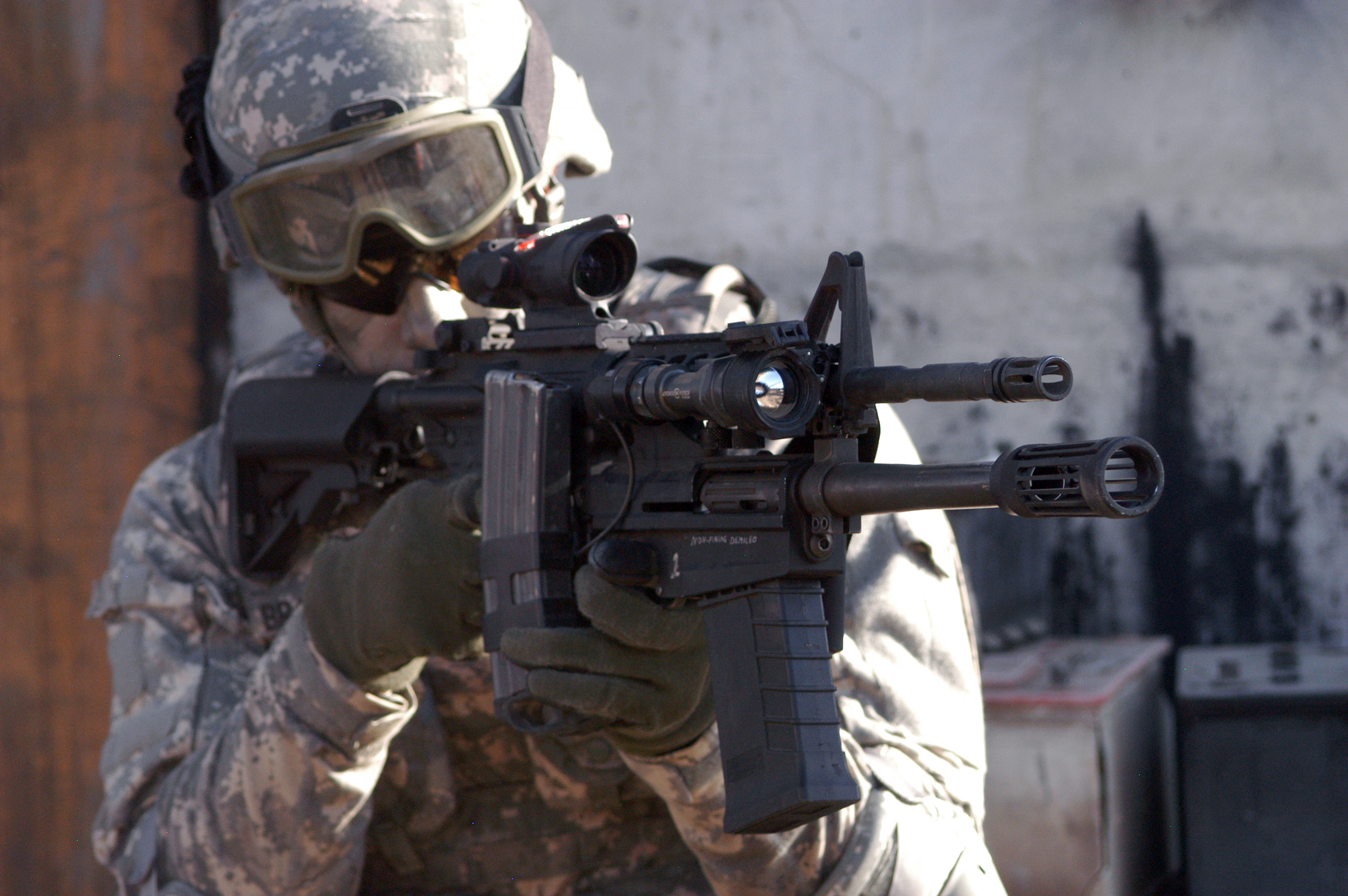
Солдат з M26 MASS, встановленому на автоматі M4

M26 MASS є армійською версією системи Lightweight Shotgun System, розробленої «C-More Systems» та виробленої «Vertu Corporation» спочатку для USSOCOM. M26 повинен зменшити кількість індивідуальних видів зброї, які несе із собою солдат шляхом додавання рушниці-модуля для автомата, а не окремої рушниці.
M26 MASS створювався з 1990-х років.
Він повинен забезпечити солдата новими можливостями, такими як зламування дверей спеціальними кулями, боєм за допомогою картечі на близьких відстанях, використанням несмертельних зарядів, на кшталт зарядів з газом або гумових куль.

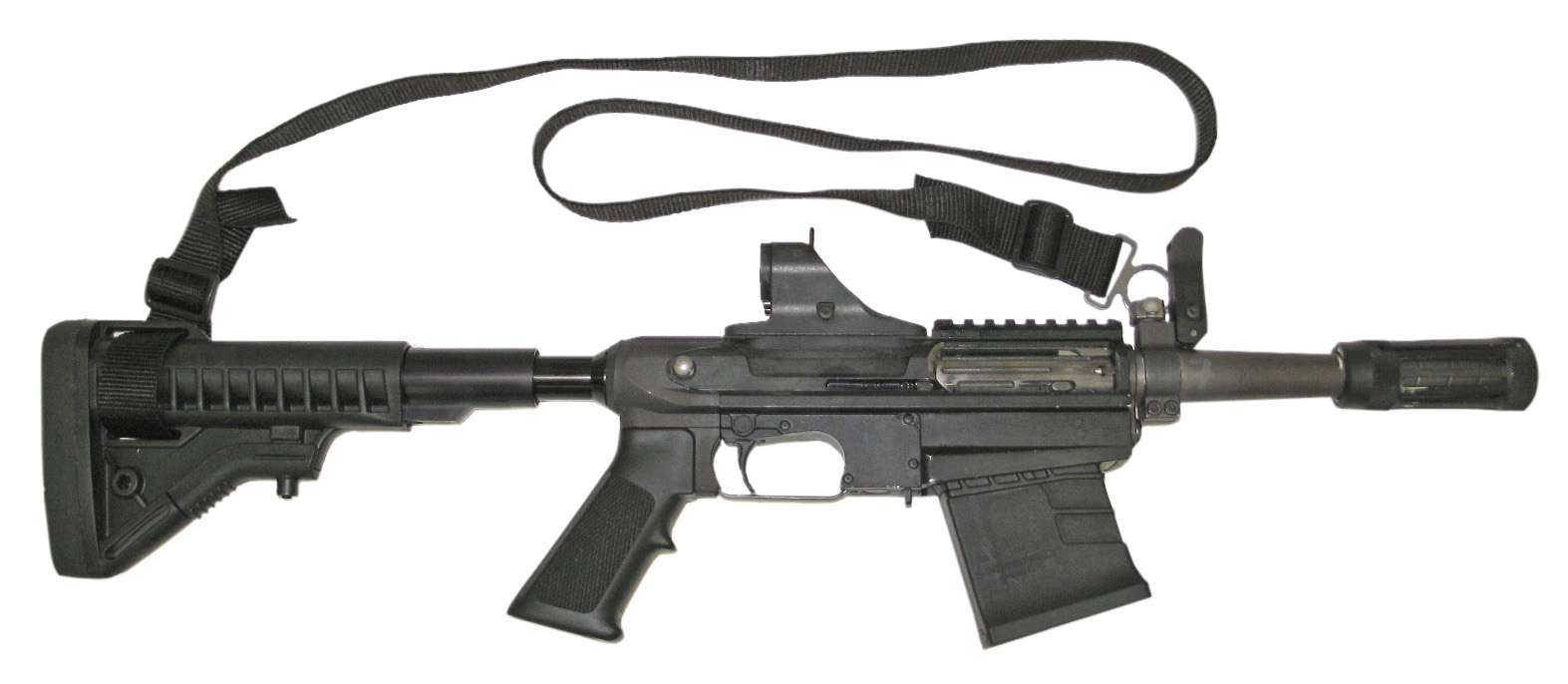
Окремий варіант M26 MASS

Оригінальна ідея втілена в рушниці KAC Masterkey, підствольному укороченому варіанту рушниці Remington 870, розробленому у 1980-х. KAC Masterkey був не дуже ефективний через повільну перезарядку підствольного трубчастого магазина та загальну незручність у використанні.
Рушниця використовує поздовжньо ковзний затвор, що дуже рідко використовується для рушниць. Рух затвора відбувається в одній площині, тобто без повороту. Рукоятка затвора може бути розташована як з лівого, так і з правого боку зброї.
У травні 2008 року Армія США оголосила про намір закупити 35 тис. одиниць M26.

## Оператори
- США — Армія США
- Україна[3]